# هيكتور هرنانديز (لاعب كرة سلة)
هيكتور هرنانديز (بالإسبانية: Héctor Hernández)‏ (15 يونيو 1985 بتشيهواهوا في المكسيك - ) هو لاعب كرة سلة مكسيكي في مركز الوسط، شارك في دورة الألعاب الأمريكية 2015 وبطولة أمم الأمريكتين لكرة السلة 2007 وبطولة كأس العالم لكرة السلة 2014 وبطولة أمم الأمريكتين لكرة السلة 2017 ودورة الألعاب الأمريكية 2011 وبطولة أمم الأمريكتين لكرة السلة 2013 وبطولة أمم الأمريكتين لكرة السلة 2015. ولعب مع Fresno State Bulldogs men's basketball ‏.

## وصلات خارجية
- هيكتور هرنانديز على موقع الاتحاد الدولي لكرة السلة (الإنجليزية)
- هيكتور هرنانديز على موقع كرة السلة الأوروبية.كوم (الإنجليزية)
- هيكتور هرنانديز على موقع كلية كرة السلة في سبورتس رفرنس.كوم (الإنجليزية)
- هيكتور هرنانديز على موقع ريلجم (الإنجليزية)
- هيكتور هرنانديز على موقع بروبوليرز (الإنجليزية)
- هيكتور هرنانديز على موقع سبورتس رفرنس (الإنجليزية)